# Cornel (linaje)
El linaje Cornel fue una de las casas más importantes de la nobleza medieval aragonesa, documentada desde el siglo xii.

## Heráldica
Sus armas heráldicas consisten en un escudo de oro con cinco cornejas de sable dispuestas en sotuer. En ocasiones, alguna rama de la familia, cambia el fondo de oro por el de plata.
En el "Triunfo Raimundino" del 1500, su autor Juan Ramón de Trasmiera, nombra los linajes Cornejo y Luna como relacionados con la Casa Cornel, este tratado sobre la nobleza de Salamanca se centra en los fundamentos legendarios del apellido asociando Cornejo a Cornel, de los que nacen las armas que se les atribuyen: "...cinco cornejas de sable en campo de oro colocadas en sotuer...", y muestra la corneja como símbolo de arriesgarse para hacer el bien a otro, significado que tenía en la época, puesto que conoce y menciona la leyenda de unas supuestas damas liberadas por un caballero. 

## Épica Medieval
Luna Cornejo:
"De la luna fue alumbrado / cinco castas cortesanas"
"Cornejo el padre nombrado / de la luna fue alumbrado"
"Pedro de Luna llamado, / que de Astorga ovo blasón"
Cornejo:
"La señora natural, / reina ya desamparada, / de cuatro damas amada, / en una fuerça real, / siendo infamadas de mal,/ cornejas en la aflictión, / lidió uno con cordón, / venciendo la lid campal"
"Lidió como cavallero / y estas dueñas aý libró /, el desafío venció,/ quedando por verdadero; / el rey tiene por entero, cornejas que defendió / que por tristes comparó, / o fue Cornelio el primero"

## Antroponimia
Su nombre deriva del antropónimo latín Cornelius. 
- Corneliu > Cornello > Cornel
- Corneliu > Cornello > Cornel"> "Coronel
- Cornelius > Cornelio > Corneyo"> "Cornejo"> l

## Ramas
Aparecen ramas de la familia Cornel establecidas en Alagón, Cerler o Huesca, una rama más reciente es una familia infanzona que en 1780 aparece establecida en Benasque, relacionada con el investigador de benasqués Ángel Ballarín Cornel.

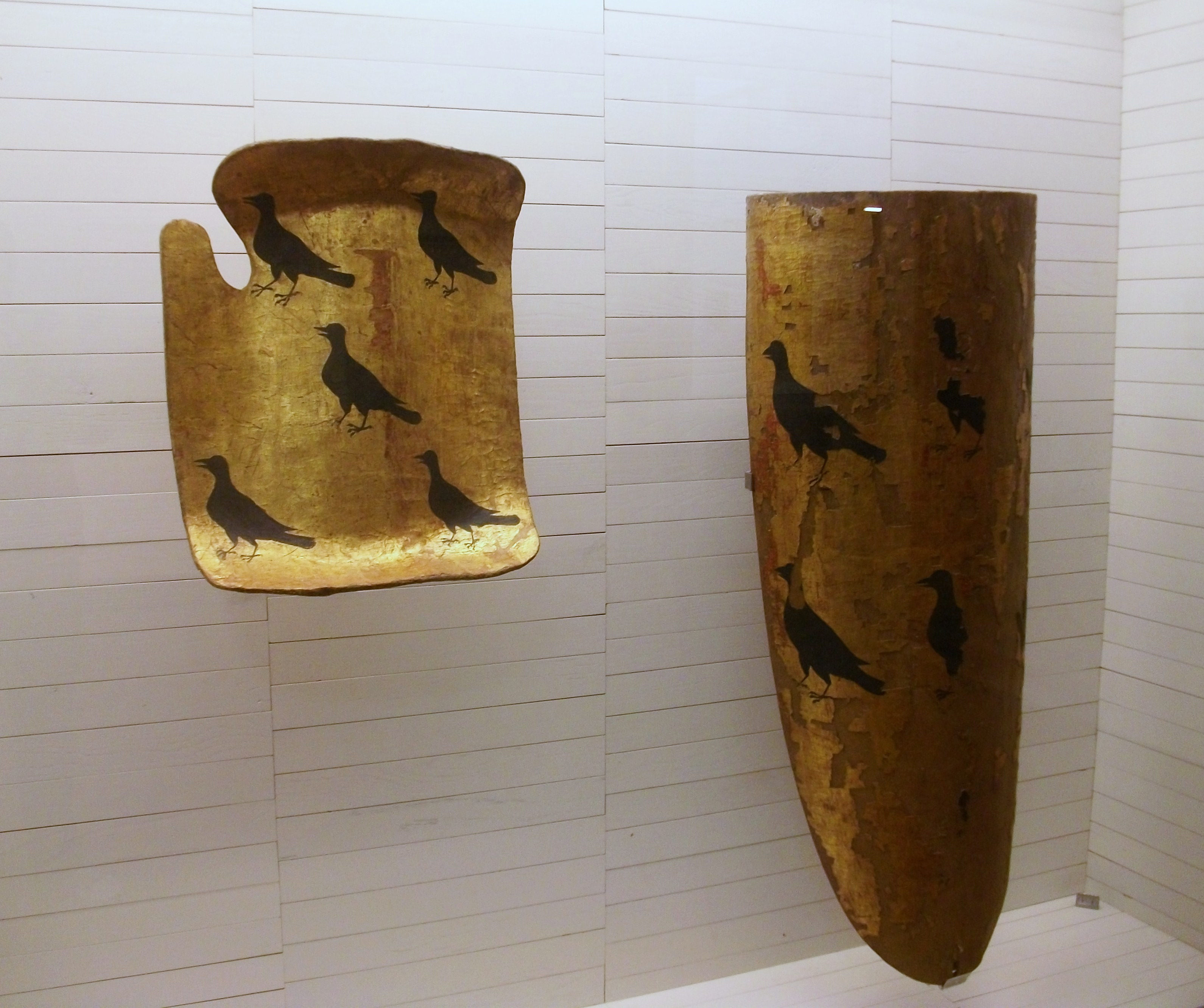
Tarja y pavés de Luis Cornel, señor de Alfajarín

A finales del siglo xiii la villa y castillo de Alfajarín estuvieron vinculados a la familia Cornel.

## Personajes célebres
- Castán de Biel, presente en la Batalla de Alcoraz (1096)
- Fortún Garcés de Biel (o Fortun Garcés Cornel). (hijo). Presente en la Batalla de Alcoraz (1096).
- Pedro Cornel I Según la leyenda, uno de los ejecutados en la Campana de Huesca (1135) por el rey Ramiro II de Aragón.
- Pedro Cornel II. Figura presente en el juramento de fidelidad a Pedro II de Aragón en 1196.
- Ximeno Cornel I (hijo o hermano). Participó en la Batalla de Las Navas de Tolosa (1210).
- Pedro Cornel III (sobrino del anterior) (hijo de Gonzalo Ibáñez de Baztán y Aldonza Cornel). Consejero de Jaime I y primer barón de Alfajarín.
- Tomás Cornel participó en la batalla de Epila.
- Pedro Cornel V (o Pedro Cornel de Luna) (hijo). Señor de Alfajarín y casado con Urraca Artal de Luna con quien tuvo a Maria Jimenez de Cornel, casada con Pedro Alfonso de Portugal.[5] Tuvo un hijo bastardo que pudo ser el origen de la rama de los Cornel que aparece en Cerler.
- Ramón Cornel I (hermano)
- Luis Cornel I (hijo)